# Kieka Mynhardt
Pour les articles homonymes, voir Mynhardt.
Christina Magdalena (Kieka) Mynhardt (née Steyn, en 1953 au Cap) est une mathématicienne sud-africaine et canadienne, connue pour son travail sur les ensembles dominants en théorie des graphes. Elle est professeure de mathématiques et de statistiques à l'université de Victoria au Canada.

## Biographie
Mynhardt est née au Cap, et fait ses études secondaires à la Hoërskool de Lichtenburg. Elle obtient son doctorat en 1979 à l'université Rand Afrikaans (maintenant intégrée à l'université de Johannesbourg), sous la direction d'Izak Broere. 
Elle commence à enseigner à l'université de Pretoria, puis travaille à l'université d'Afrique du Sud. Elle rejoint ensuite l'université de Victoria au Canada où elle est professeure au sein du département de mathématiques et de statistiques de la faculté de sciences.

## Activités de recherche
Sa thèse, intitulée The {\displaystyle {\mathcal {G}}}-constructability of graphs, a donné une construction conjecturée pour les graphes planaires en ajoutant à plusieurs reprises des sommets avec des voisinages prescrits. Elle est spécialiste des ensembles dominants en théorie des graphes y compris les versions de domination du problème des huit dames. 

## Prix et distinctions
Kieka Mynhardt est membre fondatrice de l'Académie des sciences d'Afrique du Sud en 1995. Elle est lauréate 2005 du prix Dignitas des anciens de l'université de Johannesbourg.